# Faulholzkäfer
Die Faulholzkäfer (Corylophidae) stellen eine Familie der Käfer dar.

## Merkmale
Die Käfer werden nur 0,8 bis 2 Millimeter lang. Sie sind entweder oval, rundlich oder auch leicht kastenförmig und haben einen hell- bis dunkelbraunen Körper. Der Kopf ist unter dem Halsschild verborgen und von oben nicht sichtbar. Die Fühler sind am Ende leicht keulenförmig verdickt und können in dafür vorgesehene Vertiefungen am Halsschild eingeklappt werden. Auf Grund der Größe ist eine Artbestimmung schwierig und nur mit dem Mikroskop möglich.

## Lebensweise
Die Käfer leben auf verfaulendem Holz und Pflanzen, unter Rinde und Kot von Pflanzenfressern.

## Systematik
Die Familie der Faulholzkäfer ist in Europa mit 37 Arten aus drei Unterfamilien vertreten. In Mitteleuropa leben 20 Arten aus sieben Gattungen.

### UnterfamilieCorylophinae
- Aposericoderus immigrans Israelson, 1987
- Aposericoderus revelierei (Reitter, 1878)
- Arthrolips convexiuscula (Motschulsky, 1849)
- Arthrolips hetschkoi (Reitter, 1913)
- Arthrolips humilis (Rosenhauer, 1856)
- Arthrolips indescreta (Peyerimhoff, 1917)
- Arthrolips nana (Mulsant & Rey, 1861)
- Arthrolips obscura (C.R.Sahlberg, 1833)
- Arthrolips picea (Comolli, 1837)
- Clypastrea brunnea (C.Brisout de Barneville, 1863)
- Clypastrea maderae (Kraatz, 1869)
- Clypastrea orientalis (Reitter, 1877)
- Clypastrea palmi Bowestead, 1999
- Clypastrea pusilla (Gyllenhal, 1810)
- Clypastrea reitteri Bowestead, 1999
- Corylophus cassidoides (Marsham, 1802)
- Corylophus sublaevipennis Jacquelin du Val, 1859
- Corylophus tectiformis Wollaston, 1854
- Microstagetus parvulus Wollaston, 1861
- Sericoderus lateralis (Gyllenhal, 1827)
- Sericoderus pecirkanus Reitter, 1908
- Teplinus matthewsi (Reitter, 1885)
- Teplinus velatus (Mulsant & Rey, 1861)

### UnterfamilieOrthoperinae
- Orthoperus aequalis Sharp, 1885
- Orthoperus anxius Mulsant & Rey, 1861
- Orthoperus atomarius (Heer, 1841)
- Orthoperus atomus (Gyllenhal, 1808)
- Orthoperus brunnipes (Gyllenhal, 1808)
- Orthoperus corticalis (Redtenbacher, 1849)
- Orthoperus intersitus Bruce, 1951
- Orthoperus nigrescens Stephens, 1829
- Orthoperus pilosiusculus Jacquelin du Val, 1859
- Orthoperus punctatus Wankowicz, 1865
- Orthoperus rogeri Kraatz, 1874

### UnterfamilieRypobiinae
- Gloeosoma velox Wollaston, 1854
- Rypobius fiorianus (Matthews, 1886)
- Rypobius praetermissus Bowestead, 1999